# Devils & Dust (singolo)
Devils & Dust è un singolo del cantautore statunitense Bruce Springsteen, pubblicato nel 2005 ed estratto dall'album omonimo.

## Il brano
Il tema del brano è la guerra in Iraq. La canzone ha guadagnato una candidatura al Grammy Award alla canzone dell'anno e ha vinto il premio Grammy Award alla miglior interpretazione vocale rock solista nel 2006.

## In altri media
La canzone è presente nel trailer del film Money Monster - L'altra faccia del denaro (2016) diretto da Jodie Foster.